# Can Barri (urbanització)
Can Barri és una urbanització que constitueix una entitat de població del poble de Bigues, en el terme municipal de Bigues i Riells del Fai, al Vallès Oriental.
Pren el nom de la masia de Can Barri, una de les masies històriques del poble de Bigues, en terres de la qual es va formar aquesta urbanització. Està situada a la part central-oriental del terme municipal, prop del límit amb l'Ametlla del Vallès i a l'esquerra del riu Tenes. És al nord de la rotonda que hi ha a la intersecció de les carreteres BP-1432 (Sant Feliu de Codines - la Garriga) i BV-1435 (C-1415b, a Lliçà d'Amunt - Bigues).
Té al seu nord i nord-oest la urbanització del Turó, i al nord-est les de Can Febrera i la que duu l'exòtic nom de Diamant del Vallès. A migdia limita amb el Polígon Industrial Can Barri, que també és en antigues terres de la mateixa masia, i al sud-oest, però més distanciada, amb la urbanització de la Font del Bou.
El seu ample territori s'estén des del torrent de Ca l'Isidret Vell i, a partir de llur confluència cap al sud, del torrent de la Font del Tort, a llevant, fins als vessants orientals del Turó de Bigues, a ponent. Inclou, a més de la masia de Can Barri, les de Can Pou, Can Boter i, al capdamunt de la urbanització, la de Ca l'Isidre de Dalt i les granges de l'Isidre de Dalt.
És una de les urbanitzacions més extenses i poblades del terme municipal, ja que el 2018 tenia 1.128 habitants, que representa el 12,5% del cens municipal.
La urbanització s'obrí a la dècada del 1980, en les terres més allunyades del Tenes de la pagesia de Can Barri, al nord de la carretera que travessa el poble. Es tracta d'una zona montuosa, formada per carenes i boscos, que es parcel·là i es dedicà a cases de segona residència. D'altra banda, a la part més propera al Tenes es creà el Polígon Industrial Can Barri.